# استان اسمولنسک

استان اسمولنسکدر نقشهٔ روسیه.

استان اسمولِنسک (به روسی: Смоленская область، تلفظ: سْمالِنسْکایا اُبلاست) یکی از واحدهای فدرالی روسیه است. مرکز این استان، شهر اسمولنسک است.

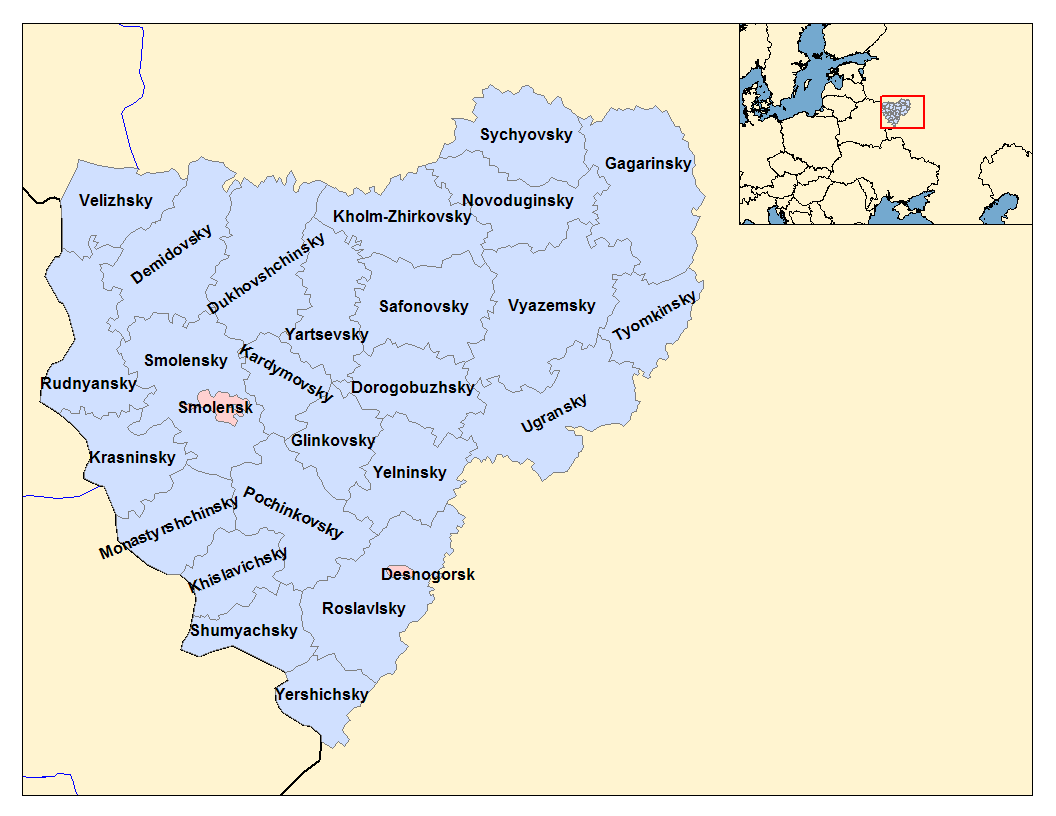

شهرهای قدیمی آن عبارت‌اند از ویازما و دوروگوبوژ.
مساحت آن ۴۹٬۷۸۶ کیلومتر مربع و جمعیت آن ۱٬۰۱۹٬۰۰۰ نفر است (برآورد سال ۲۰۰۵). ۹۳٬۴ درصد از مردم این استان روس‌تبار هستند.

## مشاهیر
- ایزاک آسیموف، زادهٔ شهر پتروویچی
- یوری گاگارین، زادهٔ شهر کلوشینو
- نیکلای ناسکاف